# 蒂沃利 (得克萨斯州)
蒂沃利（英語：Tivoli）是一個位於美國德克薩斯州里菲吉奧郡的普查規定居民點和非建制地區。名字源自於義大利拉吉歐大區的蒂沃利。根據2010年美國人口普查的數據顯示，人口為479人。總面積為1.1平方英里（2.8平方公里）。